# Kent's Cavern

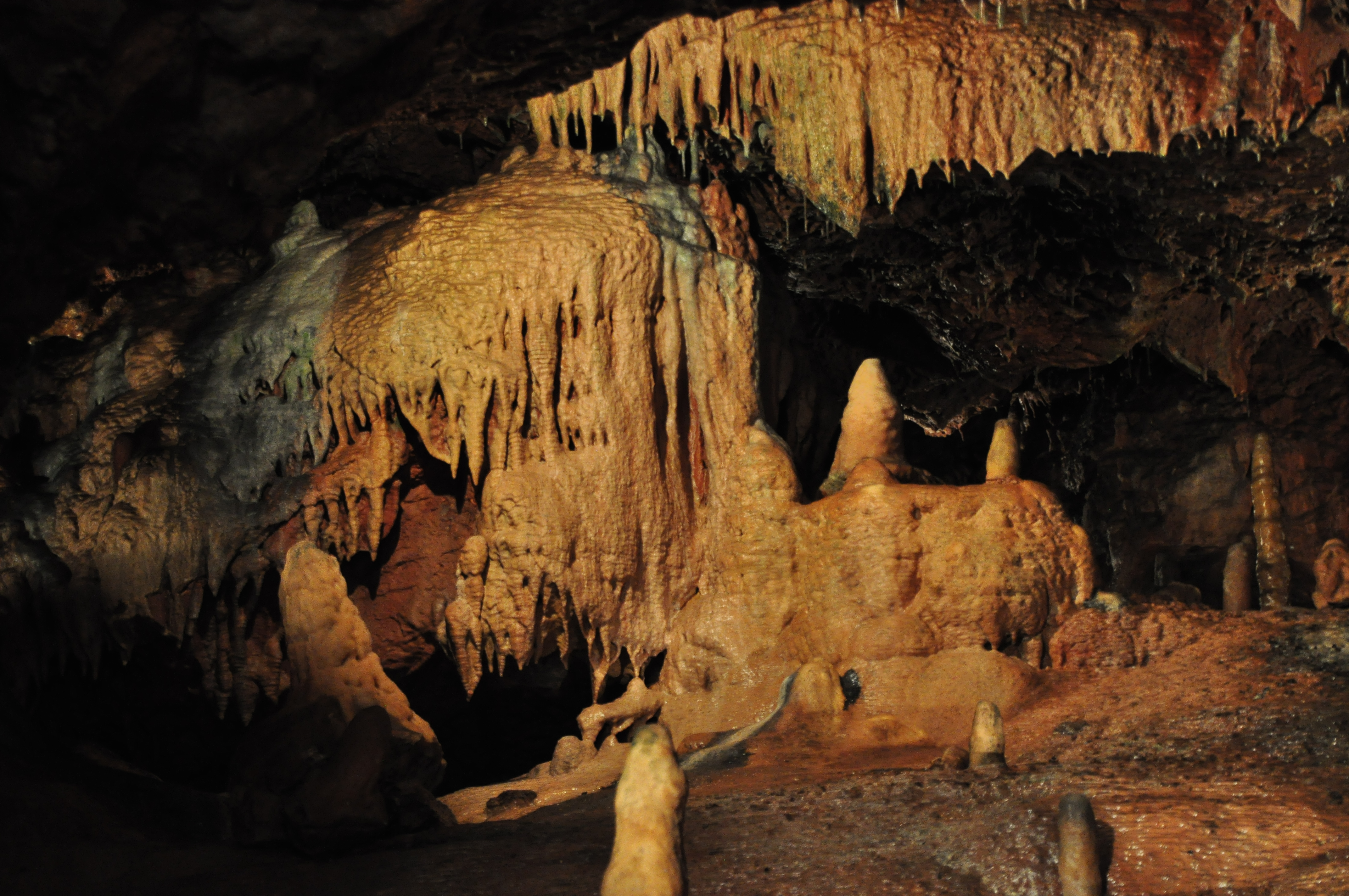

Kent's Cavern är en grotta i närheten av Torquay i södra Devon, England, Storbritannien.

## Geologi och förhistoriska fynd
Grottorna och gångarna formades under tidig Pleistocen av vatten. Grottorna har varit bebodda av minst åtta separata befolkningsgrupper i England. 
I Kent's Cavern gjordes under 1820-talet stora fynd som påverkade diskussionen om människosläktens ålder, föremål som ansågs vara mänskliga artefakter. Detta hittades tillsammans med ben från utdöda djur. Genom vidare utgrävningar i grottan återfann man bevis på att platsen beboddes för cirka 400 000 år sedan och därefter periodvis fram till den senaste istidens slut. Ett fynd av en underkäke av en förmodad neandertalare har gjorts på platsen.

## Kents Cavern 4
Den förhistoriska fragmentariska överkäken upptäcktes i grottan under en utgrävning 1927 som företogs av Torquay Natural History Society, och fick beteckningen Kents Cavern 4. Föremålet är utställt på Torquay Museum.1989 daterades käken enligt C-14 metoden till  36,400–34,700år BP.  2011 fann en annan studie som daterade fossil från samma lager en ålder av 44,200–41,500 år BP. Samma studie analyserade tandstrukturen hos överkäken och bestämde den som Homo sapiens snarare än Homo neanderthalensis. Om så skulle vara fallet blir den det äldsta fyndet av anatomiskt moderna människor som har upptäckts i nordvästra Europa. I ett svar på denna artikel 2012 skrev författarna  Mark White and Paul Pettitt  fritt översatt. Vi anbefaller försiktighet över att använda ett litet urval av fauna från en gammal och dåligt utförd utgrävning i Kent’s Cavern för att få fram en med radiocarbon daterad stratigrafi och en ålder för ett humant fossil som inte kan dateras dateras direkt och vi föreslår att den nya dateringen inte kan bekräftas.

## Turistattraktion
1903  såldes Kents Cavern till Francis Powe, en snickare som använde grottan som arbetsplats når han byggde badhytter  för stranden. Powe's son, Leslie Powe, gjorde grottorna till en turistattraktion genom att anlägga betonggångar, installera elektriskt lyse och bygga besöksbekvämligheter som hans son John Powe sedan förbättrade. Grottorna ägs nu av  Nick Powe som firade 100 år med familjen som ägare den 23 augusti 2003 med specialarrangemang bland dessa en grävning för barn. Ett år senare invigdes ett nytt besökscentra med restaurang och affär.
80,000 turister om året besöker Kents Cavern som är en stor turistattraktion vilket uppmärksammades 2000 då platsen fick utmärkelsen Showcave of the Year award och i november 2005 då platsen fick utmärkelsen som Torquay's Visitor Attraction för det året.